# Марченков, Анатолий Андреевич
Анатолий Андреевич Марченков (19 августа 1910, Ивановская область — 21 декабря 1982, Ивановская область) — участник Великой Отечественной войны, сапёр 389-го отдельного сапёрного батальона, рядовой, Герой Советского Союза (1945).

## Биография
Родился 19 августа 1910 года в деревне Горбово ныне Ильинского района Ивановской области в семье крестьянина. Русский. Член КПСС с 1944 года. Окончил начальную школу. Работал плотником в колхозе.
В августе 1941 года был призван в Красную Армию. Участник Великой Отечественной войны с 1941 года. Воевал на Западном, 2-м и 3-м Белорусском фронтах в сапёрных частях. К лету 1943 воевал в составе 4-й инженерной штурмовой сапёрной бригады. Неоднократно отличился в летних боях 1943 года, в составе взвода строил мосты под огнём противника, укрытия для танков 28-й гвардейской танковой бригады, выполнял задания на 200—300 %. Был награждён медалью «За отвагу». К весне 1944 года воевал в 389-м отдельном сапёрном батальоне 222-й Краснознамённой стрелковой дивизии.
В период наступательных боёв дивизии с июня по июль 1944 года под огнём противника наводил переправы через реки Проня, Днепр, Березина. Восстанавливал разрушенные мосты и переправы. Участвовал в отражении контратак противника на захваченных плацдармах, в боях был трижды ранен. Во время форсирования Днепра в середину переправы попала авиабомба, и часть понтонов унесло течением. Тогда Марченков предложил натянуть вдоль уцелевших понтонов стальной канат и на кольцах закрепить на нём плот. Сапёры работали, не обращая внимания на огонь противника. К полуночи плот был готов. На этом плоту на правый берег были переправлены артиллерийские орудия, миномёты, пулемётчики и автоматчики. На рассвете они пошли в атаку на противника и захватили плацдарм. К полудню переправа была восстановлена, и по ней на правый берег Днепра пошли танки и другая техника.
В ночь на 7 июля 1944 года с группой сапёров выполнял минирование переднего края в районе села Горки. Утром, когда вернувшиеся с задания сапёры собирались отдыхать, противник открыл артиллерийский огонь, после которого в атаку пошли танки и пехота. Сапёрам вместо отдыха пришлось взяться за оружие.
За эти бои был представлен к присвоению звания Герой Советского Союза. Пока документы ходили по инстанциям, больше полугода, бои продолжались, и к моменту подписания указа сапёр Марченков ещё не раз отличился. К началу 1945 года гвардии младший сержант Мраченков был командиром отделения сапёрного взвода 46-го гвардейского стрелкового полка 16-й гвардейской стрелковой дивизии.
Во время наступательных боёв 21—30 января 1945 года, следуя со взводом пешей разведки впереди боевых порядков полка, обеспечил своевременное разминирование дорог и минных полей. В период боёв за город Инстербург с группой сапёров обеспечил установку мин на танкоопасных направлениях, чем содействовал захвату города. Был награждён орденом Красной Звезды.
Во время боевых действий полка с 13 по 18 марта 1945 года, постоянно находясь впереди боевых порядках пехоты, обеспечивал своевременное разминирование и проделывание проходов в минных полях, чем содействовал выполнению боевой задачи. Выполняя специальное задание командования, под сильным огнём противника установил более 200 мин. За эти бои был награждён орденом Отечественной войны 2 -й степени.
Указом Президиума Верховного Совета СССР от 24 марта 1945 года красноармейцу Марченкову Анатолию Андреевичу присвоено звание Героя Советского Союза с вручением ордена Ленина и медали «Золотая Звезда».
Последние бои в апреле 1945 года за город Кёнигсберг принесли сапёру Марченкову ещё одну награду — орден Славы 3-й степени. В период боёв 6-8 апреля, сопровождая полковую артиллерию, снял 60 противотанковых и 90 противопехотных мин, был ранен но остался в строю. В Восточной Пруссии встретил день Победы. После войны демобилизован.
Вернулся на родину. Работал бригадиром в колхозе. Затем жил в селе Ивашево Ильинского района, работал на Ивашевском крахмалопаточном заводе. Умер 21 декабря 1982 года. Похоронен на кладбище села Ивашево.
Награждён орденами Ленина, Отечественной войны 2-й степени, Красной Звезды, Славы 3 степени, медалями, в том числе двумя медалями «За отвагу».
Его имя увековечено на Аллее Героев в посёлке Ильинское-Хованское и на мемориале у вечного огня в областном центре городе Иваново.